# Історія обчислень
Історія обчислень довша, ніж історія обчислювальної техніки і сучасних обчислювальних технологій і включає в себе історію методів, які можна було використовувати маючи ручку та папір або крейду і дошку.

## Числа
Зрештою, поняття числа стало конкретним і достатньо розповсюдженим для виникнення обчислень. У всіх відомих мовах є слова «один» і «два», і навіть деякі тварини, як чорний дрізд може розрізняти кількість елементів.
Досягнення в галузі системи числення і математичні позначення в кінцевому підсумку призвело до відкриття математичних операцій, таких як додавання, віднімання, множення, ділення, піднесення в квадрат, взяття квадратного кореня, і так далі. Зрештою операції були формалізовані, і поняття про операції стали добре зрозумілими, щоб бути формально означеними, і навіть доведеними. Див, наприклад, алгоритм Евкліда для знаходження найбільшого загального дільника двох чисел.
За Середньовіччя, позиційна індоарабська система числення досягла Європи, що дозволило проводити систематичне оперування числами. У цей період запис розрахунку на папері фактично дозволив розрахунок математичних виразів і задання математичних функцій, таких як взяття квадратного кореня і логарифм (для використання в множення і ділення) і тригонометричних функцій. До моменту дослідження Ісаака Ньютона, папір або пергамент був важливим обчислювальним ресурсом, і навіть у XX столітті, дослідники, як Енріко Фермі використовують клаптики паперу з розрахунками, щоб задовольнити свою цікавість до рівнянь. Навіть у період програмованих калькуляторів, Річард Фейнман, не замислюючись, обчислював будь-яку кількість операцій, які б призвели до переповнення пам'яті калькуляторів, вручну, просто щоб дізнатися відповідь.

## Ранній період історії обчислень
Найбільш ранній з відомих інструментів для використання в розрахунках була рахівниці, і вважалося, що цей інструмен був винайдений у Вавилоні приблизно в 2400 році до нашої ери. Їх оригінальність полягала у використанні ліній на піску та гальки. Рахівниці сучаснішої конструкції досі використовуються як інструмент для проведення розрахунків. Це був перший відомий «комп'ютер» і найскладніша система для обрахунків, впродовж 2000 років.
В 1110 р. до н. е., «Південна Вказуючи колісниця» була винайдена в Стародавньому Китаї. Це був перший відомий навігаційний механізм, який пізніше використовувався в аналогових комп'ютерах. Китайці також винайшли більш складні рахівниці всього за 2 століття до н. е. відому як китайська рахівниці
У 5-му столітті до нашої ери в стародавній Індії, мовознавець Паніні сформулював граматики санскриту з 3959 правил, відомих як «Аштадх'яї»(Ashtadhyayi), яка була дуже систематизовані і технічні. Паніні використовував метаправила, перетворення і рекурсії.
Антикітерський механізм вважається найбільш раннім з відомих механічний аналогів комп'ютера. Він був призначений для розрахунку астрономічних позицій. Він був знайдений в 1901 році в Антикітерському провалі грецького острова Антикітери, між Кітерою і Критом, і був датований приблизно 100 р. до н. е.
Механічні аналоги комп'ютера знову з'явилися тисячу років потому в середньовічному ісламському світі і були розроблені мусульманськими астрономами, наприклад, Екваторіум Аз-Заркалі, механічна астролябії Абу Райхан аль-Біруні, і Торкветум Джабір ібн Афлаха. за словами Саймона Сінгха, мусульманські математики також здобулли важливі досягнення в області криптографії, такі як розвиток криптоаналізу і частотного аналізу за Алкундусом. Програмовані машини були також винайдені мусульманськими інженерами, такі як автоматичний флейтист братів Бану Муса, і людиноподібний робот Аль-Джазарі і замок-годинник, який, як вважається, був першим програмованим аналоговим комп'ютером.
У середньовіччя, деякі європейські філософи вели спроби створення аналогів комп'ютера. Під впливом арабів і схоластики, майорський філософ Рамон Раймунд (1232—1315) присвятив більшу частину свого життя на розробку і проектування декількох логічних машин, які, поєднували прості і незаперечні філософські істини, могли виробляти всі можливі знання. Ці машини ніколи не були насправді побудований, так як вони були великою кількістю уявний експеримент для отримання нових знань у систематичний спосіб, хоча вони могли б виконувати прості логічні операції, їм як і раніше потрібна була людина, для інтерпретація результатів. Крім того, у них не було універсальної архітектури, кожна машина обслуговує тільки дуже конкретні цілі. Незважаючи на це, робота Ллулла мала сильний вплив на Готфріда Лейбніца (на початку 18- го століття), який розвивав свої ідеї далі, і побудував кілька засобів обчислень використовуючи ці ідеї.
Справді, після відкриття Джонам Непером логарифми для обчислювальних цілей на початку 17 століття, слідував періоду значного прогресу винахідників і вчених у створенні обчислювальних інструментів. Вершиною цієї ранньої епохи формальних обчислювальнь можна побачити різницевій машині Чарлза Беббіджа і її наступнці аналітичній машині. Якби було створено пристрій який би поєднував принципи роботи Аналітичної машина і досягнення у створенні інших пристроїв, у відповідності з проектом, то він володів би багатьма властивостями сучасних ЕОМ. Ці властивості включають в себе такі функції, як вбудована «Scratch» пам'ять, еквівалентна оперативної пам'яті, рызноманытны форми виводу, включаючи дзвіночок, граф -плоттер, звичайний принтер, і програмоване введення-виведення за допомогою перфокарт. Головною перевагою яку пристрій Беббеджа мав над пристроями, створеними раніше, було те, що кожен компонент пристрою не залежав від решти частини машини, так само, як компоненти сучасних електронних комп'ютера. Це був фундаментальний зсув у мисленні, попередні обчислювальні пристрої виконували тільки одну функцію, і повинні були бути, в кращому випадку, розібрані і змінені, щоб вирішити нові проблеми. Пристрої Беббіджа можна перепрограмовувати вирішувати нові завдання для нових вхідних даних, і виконувати відповідно ті ж серії інструкцій. Ада Лавлейс просунула цю концепцію ще далі, створивши програму для аналітичної машини для обчислення чисел Бернуллі, які потребують складних обчислень і рекурсивний алгоритм. Вважається, що це перший приклад справжньої комп'ютерньої програма: ряд інструкцій, що діють на невідомих наперед даних.
Кілька прикладів аналогових обчислень дожида до наших часів. Планіметр це пристрій, який знаходив площу плоских фігур.
Жоден з ранніх обчислювальних пристроїв не були дійсно комп'ютерів в сучасному сенсі, і знадобилося значне просування в галузі математики та теорії дперш ніж перших сучасних комп'ютерів могли бути спроектовані.
Z3 — комп'ютер винайдений німецьким винахідником Конрадом Цузе в 1941 року був першим робочим програмованим, повністю автоматичною обчислювальною машиною. Таким чином, Цузе часто розглядається як винахідник комп'ютера.